# Воинское кладбище № 1 (Оженна)

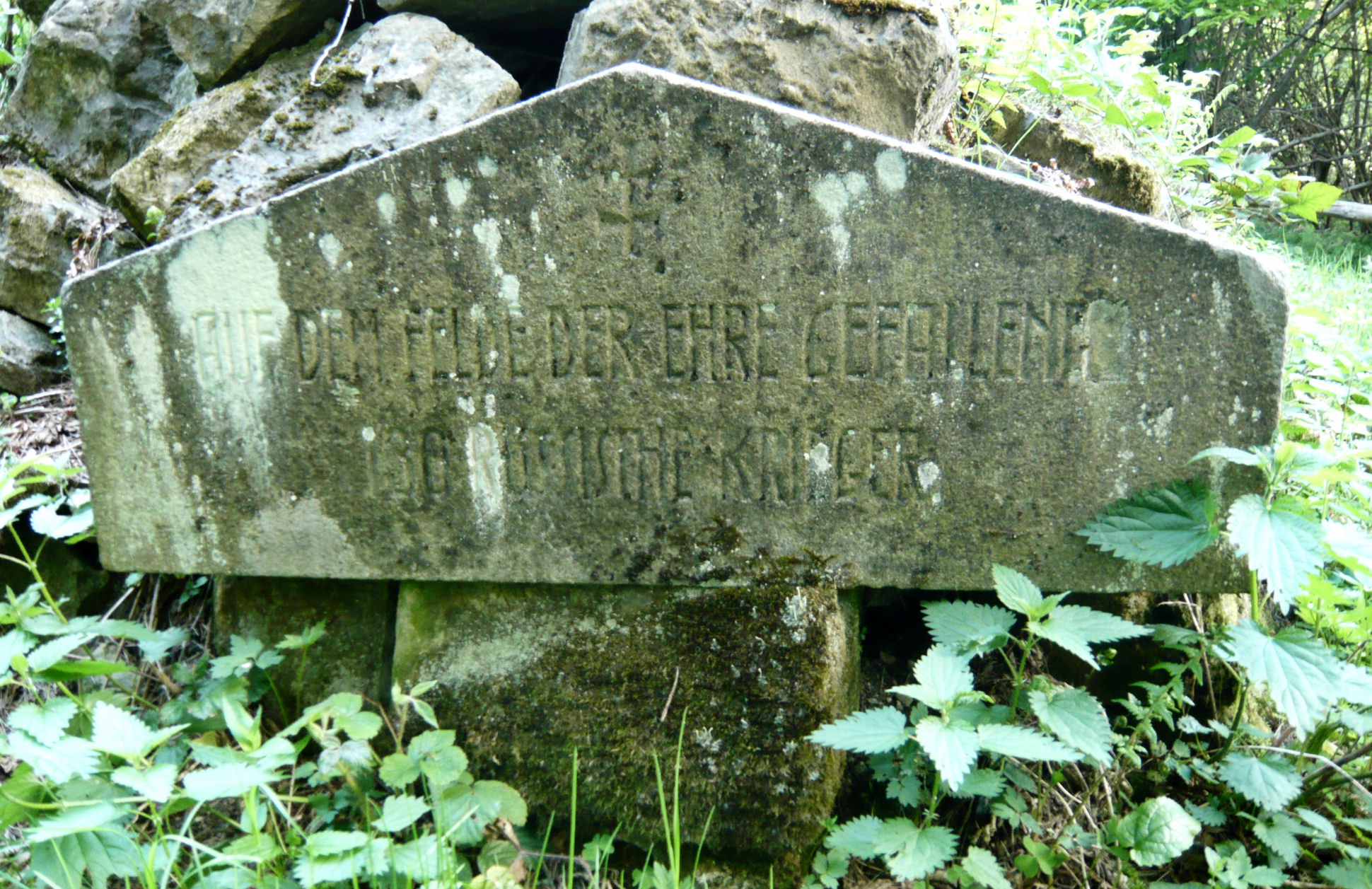
Оригинальная каменная информационная табличка

Воинское кладбище № 1 — Оженна (пол. Cmentarz wojenny nr 1 - Ożenna) — воинское кладбище, расположенное в окрестностях села Оженна, Подкарпатское воеводство. Кладбище входит в группу Западногалицийских воинских захоронений времён Первой мировой войны. На кладбище похоронены военнослужащие Российской армии, погибшие во время Первой мировой войны.

## История
Кладбище было основано в 1914 году по проекту словацкого архитектора Душана Юрковича. Кладбище состоит из одной братской могилы, в которой были похоронены 130 (по данным, указанным на могиле — 150) военнослужащих Российской армии, погибших 21 ноября 1914 года.
Кладбище располагается на склоне горы Черемхи в труднодоступном месте. В настоящее время находится в плохом состоянии. В 2011 году территория братской могилы была очищена от кустарников и обнесена ограждением.
Площадь кладбища составляет 25 квадратных метров. На могиле установлен каменный православный крест, который из-за давности лет наполовину ушёл под землю.
На кладбище располагается оригинальная каменная информационная табличка с надписью на немецком языке:

"AUF DEM FELDE DER EHNE GEFALLENE 150 RUSSISCHE KRIEGER"
(Пали на поле славы 150 российских солдат)

В ста метрах от кладбища располагается другое воинское захоронение времён Первой мировой войны, на котором также захоронены российские солдаты.
В окрестностях Оженны также находится Кладбище № 3, состоящее из австрийской и русской частей.

## Источник
- Jerzy Drogomir: Polegli w Galicji Zachodniej 1914—1915 (1918). Wykazy poległych, zmarłych i pochowanych na 400 cmentarzach wojskowych w Galicji Zachodniej.. Tarnów: Muzeum Okręgowe w Tarnowie tom I, 1999, s. 205. ISBN 83-85988-26-2.
- Oktawian Duda, Cmentarze I Wojny Światowej w Galicji zachodniej, Warszawa 1995.
- R. Frodyma, Galicyjskie Cmentarze wojenne. Tom III. Brzesko — Bochnia — Limanowa, Pruszków 1998.